# Futbolo Klubas Alytis Alytus
Il Futbolo Klubas Alytis Alytus o più semplicemente Alytis Alytus è stata una società calcistica lituana di Alytus.

## Storia
Fondata nel 1964, fu subito promossa nella massima serie lituana (all'epoca campionato regionale sovietico): dopo un solo anno di permanenza, però, conobbe l'immediata retrocessione.
In seguito giocò sempre nelle serie inferiori, anche dopo la ritrovata indipendenza lituana. Nel 2002, dopo un cambio di denominazione in Dvyniai Alytus, scomparì per problemi economici. Rifondata l'anno seguente con il nome originale di Alytis Alytus, ripartì dalla II Lyga, finendo terzo e ottenendo la promozione in 1 Lyga.
Qui ottenne sempre ottimi risultati, rimanendo ai vertici del campionato che vinse in due occasioni, senza però avere la promozione a causa della mancata agibilità dello stadio.
Nel dicembre del 2010 si ebbe la fusione con il Vidzgiris (fondata nel 2000, altra società di Alytus), dando origine al Dainava Alytus.

## Cronistoria
- 1965: 15° in A Klase. Retrocesso

...
- 2002: Cambio di denominazione in Dvyniai. 3° in II Lyga (Pietų zona).
- 2003: Rifondazione come Alytis Alytus. 1° in II Lyga (Pietų zona), 3º posto finale. Promosso in 1 Lyga.
- 2004: 14° in 1 Lyga.
- 2005: 1° in 1 Lyga.
- 2006: 2° in 1 Lyga.
- 2007: 1° in 1 Lyga.
- 2008: 2° in 1 Lyga.
- 2009: 2° in 1 Lyga.
- 2010: 2° in 1 Lyga. Fusione con il Vidzgiris per dare origine al Dainava Alytus.

## Palmarès

### Competizioni nazionali
- 1 Lyga: 2

2005, 2007
- 2 Lyga: 1

2003